# ヨーロッパ新世紀
『ヨーロッパ新世紀』（ヨーロッパしんせいき、原題：R.M.N.）は、2022年制作のルーマニア、フランス、ベルギーのドラマ映画。クリスティアン・ムンジウ監督・製作・脚本。2020年にルーマニアで実際に起きたディトラウ外国人排斥事件を基にしたフィクションである。
第75回カンヌ国際映画祭コンペティション部門出品、第35回東京国際映画祭「ワールド・フォーカス」部門上映。

## あらすじ
ルーマニア・トランシルヴァニアの村からドイツに出稼ぎに行っていたマティアスは暴力沙汰を起こしたため、地元に帰ってきた。しかし、妻との関係は冷めきっており、さらに息子は森でのある出来事をきっかけに口がきけなくなってしまっていたため、元恋人のシーラに心の安らぎを求めるようになる。
しかし、シーラが責任者を務める工場がアジアからの外国人労働者を迎え入れたことをきっかけに、よそ者を異端視する村人たちとの間に不穏な空気が流れ出す。そしてそれはやがて、深刻な紛争へと発展していく。

## キャスト
- マティアス：マリン・グリゴーレ
- シーラ：ユディット・スターテ
- アナ：マクリーナ・バルラデアヌ